# Zhang Boduan
Zhang Boduan (ur. 984/987, zm. 1082/1084) – chiński mędrzec taoistyczny. Pierwszy patriarcha Południowej Szkoły Urzeczywistnienia Prawdy. Jest autorem Wuzhen pian (悟真篇), jednego z najważniejszych tekstów poświęconych sztuce alchemii.
O jego życiu wiadomo niewiele, w zachowanych materiałach rzeczywiste wydarzenia pomieszane są z fantastycznymi legendami. Pochodził rzekomo z południowo-wschodniej części prowincji Zhejiang i był urzędnikiem państwowym. Dopiero pod koniec życia miał spotkać taoistycznego mistrza, który wprowadził go w tajniki alchemii. Miał umrzeć w prowincji Junnan. Zhang przyczynił się do rozwinięcia ezoterycznych praktyk neidan, w swojej pracy inspirując się wyraźnie buddyzmem chan.